# Župnija Sora
Župnija Sora je rimskokatoliška teritorialna župnija dekanije Ljubljana - Šentvid nadškofije Ljubljana.